# 拉丹 (烏克蘭)
50°31′04″N 32°35′05″E / 50.51778°N 32.58472°E

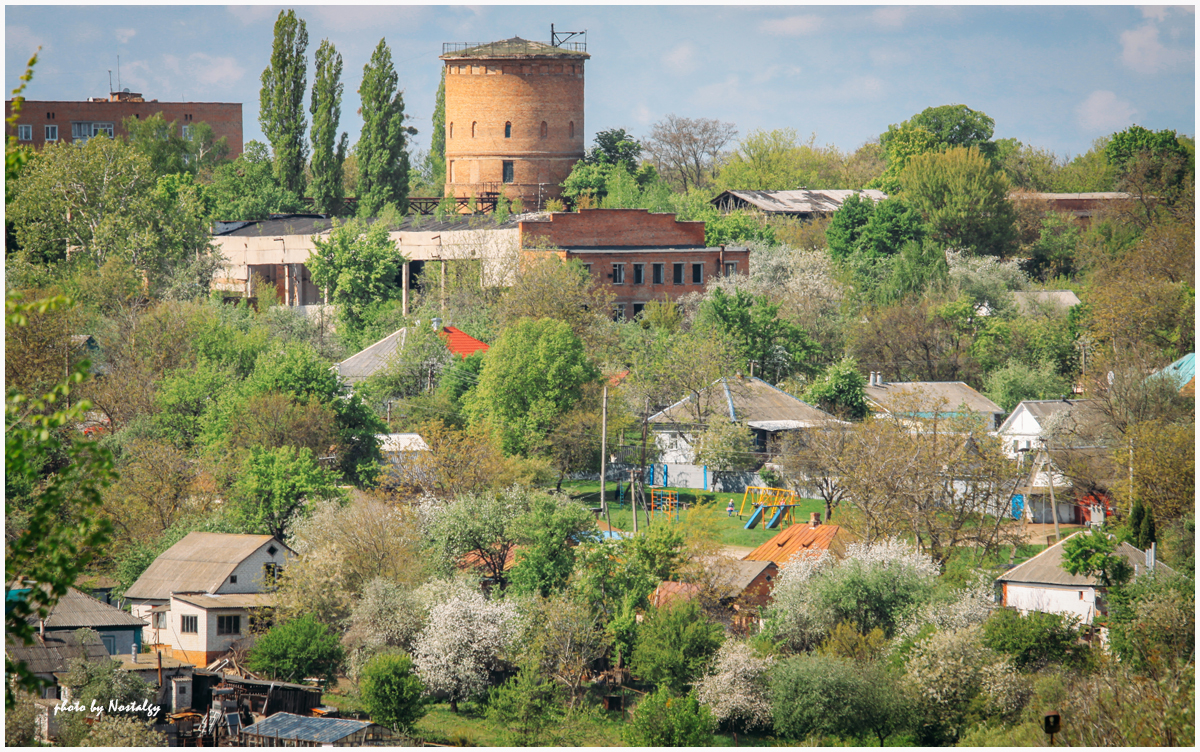
拉丹

拉丹是位於烏克蘭東部的市級鎮，由切爾尼希夫州普里盧基區的拉丹市鎮負責管轄。

## 歷史
在1862年，該市包含了2家教會，並有1274人居住。

## 人口統計
根據 2001年烏克蘭人口普查，該村共有6944人。
村民的母語分配如下：
- 烏克蘭語：96.3%
- 俄語：3.6%
- 其他：0.1%